# Ослепляющий камуфляж

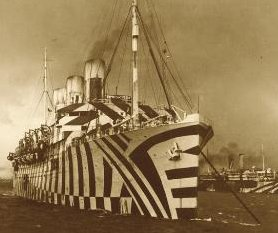
«Императрица России», Канада, 1918 год

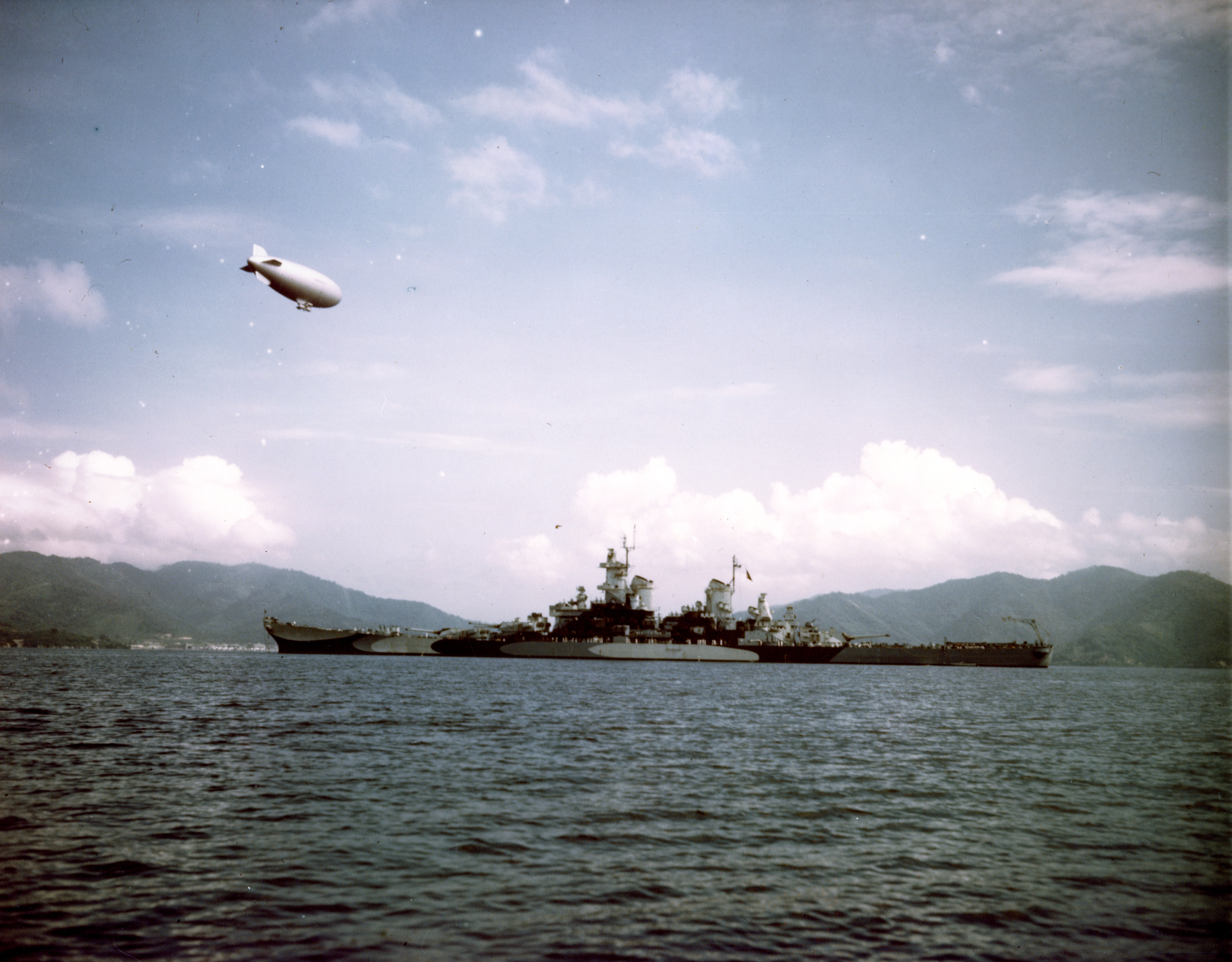
1944 год американский корабль

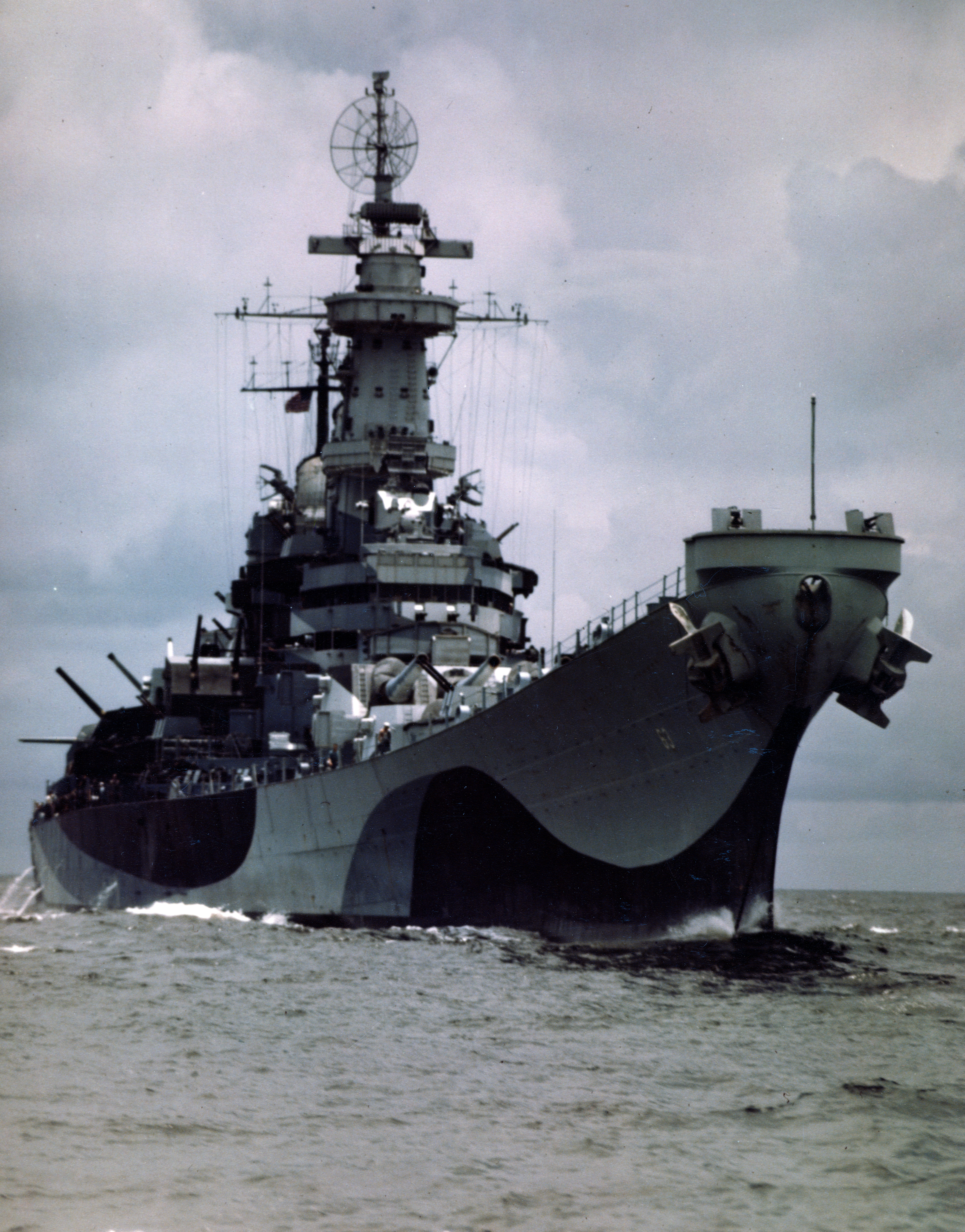
Линкор «Миссури» (BB-63) во время Второй мировой войны

Ослепляющий камуфляж (англ. dazzle camouflage, а также razzle dazzle или dazzle painting) — специальная маскировочная окраска военных кораблей, разработанная во время Первой мировой войны (иногда используется термин «деформирующий камуфляж»). Такой камуфляж не прятал судно, а искажал его очертания, затрудняя оценку расстояния до него, его скорости и курса, определяемые человеческим глазом.

## История
Впервые разработан Норманом Уилкинсоном, английским художником и морским офицером, и был основан на новомодных направлениях изобразительного искусства того времени, прежде всего — кубизме. Уилкинсон предложил раскрашивать корабли абстрактно — неожиданными линиями, создавать иллюзорные плоскости, углы и прочие формы. Такой камуфляж широко использовался в Первую мировую войну. Были попытки его использования и во Вторую мировую войну, но уход от определения параметров движущегося корабля глазом и простыми оптическими приборами привёл к тому, что от такой раскраски отказались. К тому же появились электронные приборы, использованию которых не мешал цвет или раскраска движущегося судна. Кроме того, ослепляющий камуфляж требовал затрат на его реализацию. Таким образом, военные корабли вернулись к своему серому цвету, и использование ослепляющего камуфляжа ушло в историю. Тем не менее, ещё во Вторую мировую войну немецкие корабли иногда несли подобие ослепляющего камуфляжа, порой с зачернёнными оконечностями и нарисованными бурунами у фальшивых носа и кормы — в расчете на то, что противник ошибётся, визуально определяя дистанцию до корабля и его скорость. С этой же целью даже рисовали на бортах крупных кораблей контрастные силуэты более мелких судов.
К разработке камуфляжа были привлечены художники. Поначалу каждый корабль имел индивидуальный камуфляж, однако по ходу войны были разработаны стандартные типы и виды художественной маскировки, причём такую окраску стали получать не только военные корабли, но и пассажирские суда. Кроме Нормана Уилкинсона к этой работе во время Первой мировой войны были привлечены англо-американские художники — Эббот Тайер, Джордж де Форест Браш, Эдвард Уодсворт, Максимилиан Тох, Томас Бентон, Эверетт Уорнер и другие.

Образцы раскраски
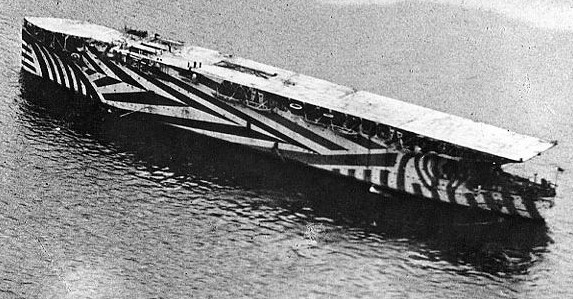
«Аргус»,    Британия, 1918 год
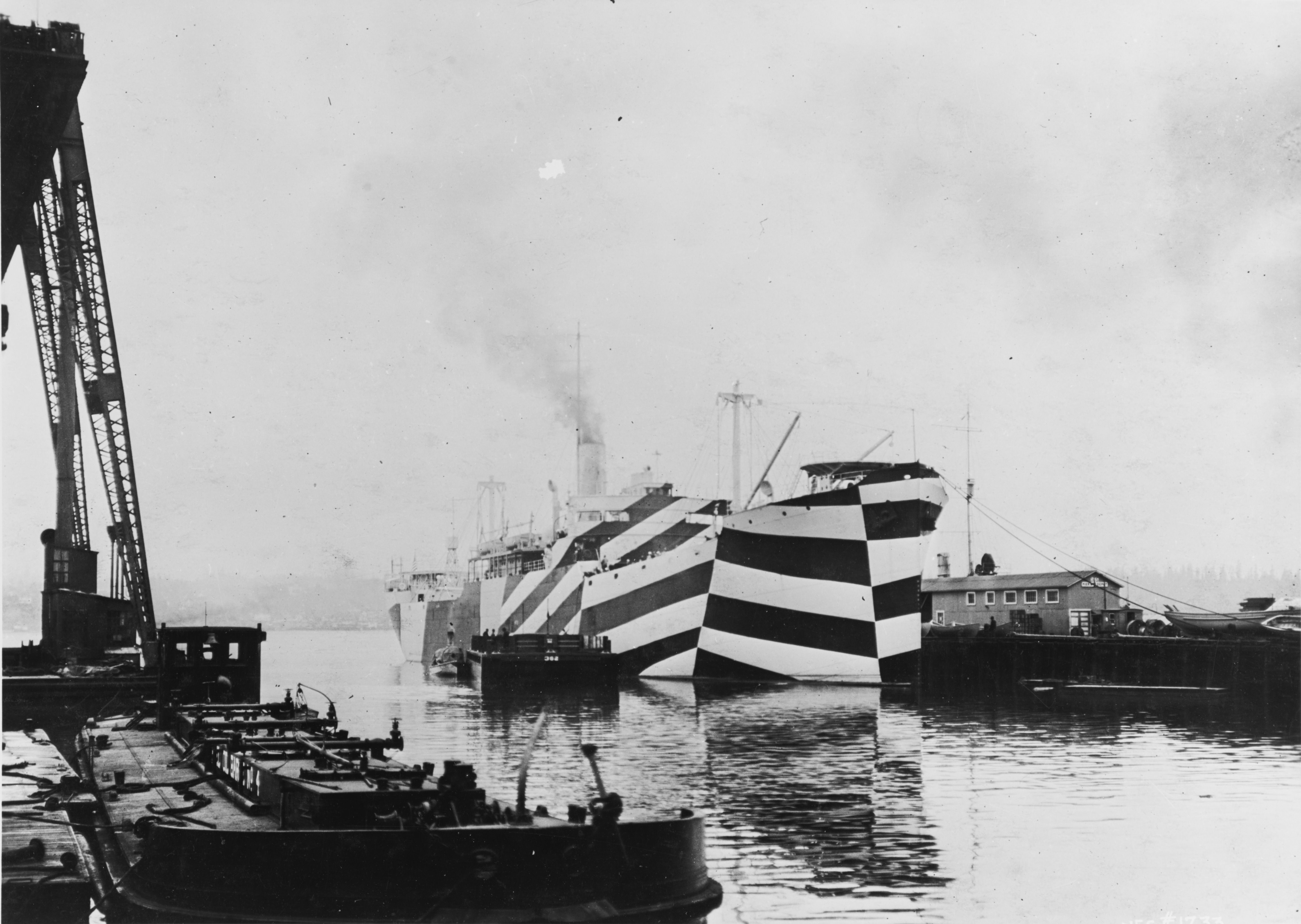
«Вест Магомет», США, 1918 год
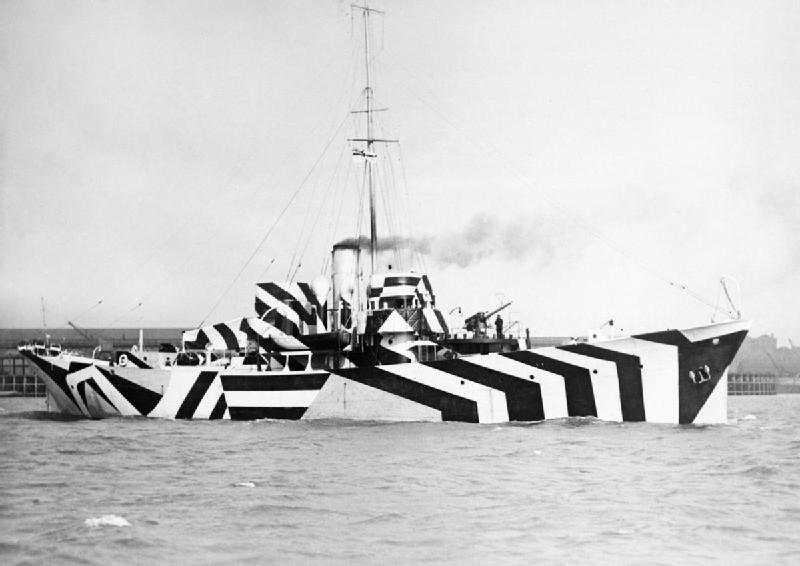
«Килданган»,  Британия, 1918 год
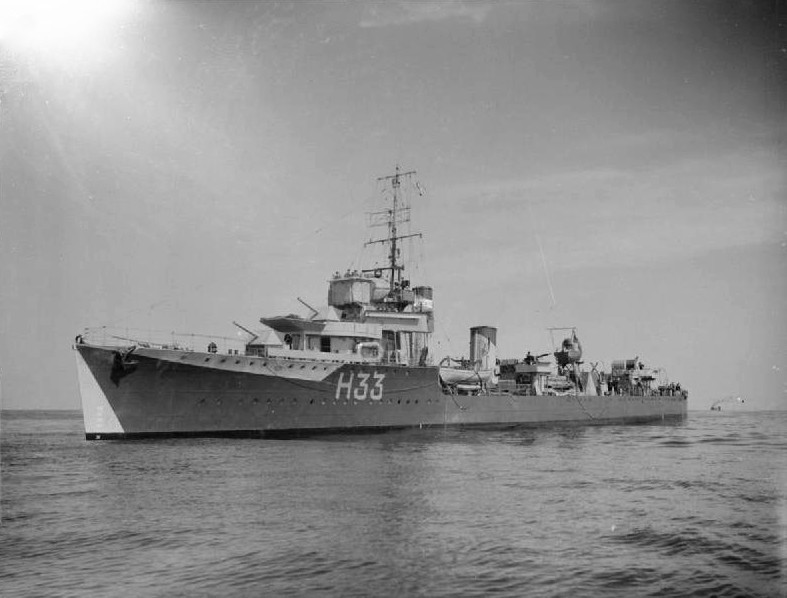
HMS Vanoc,  Британия, 1941 год
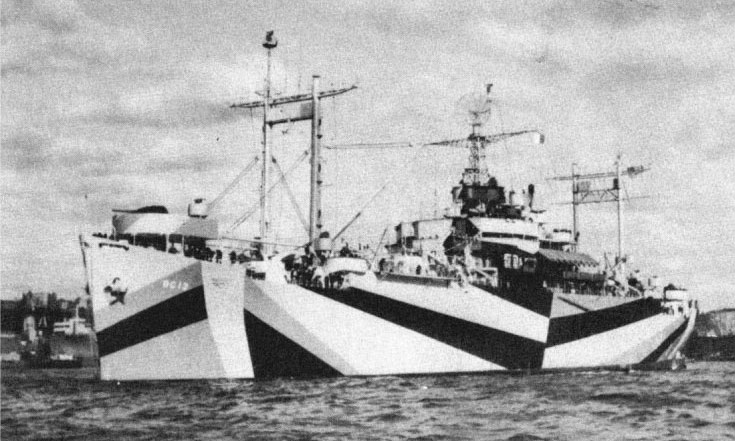
«Панаминт», США, 1944 год
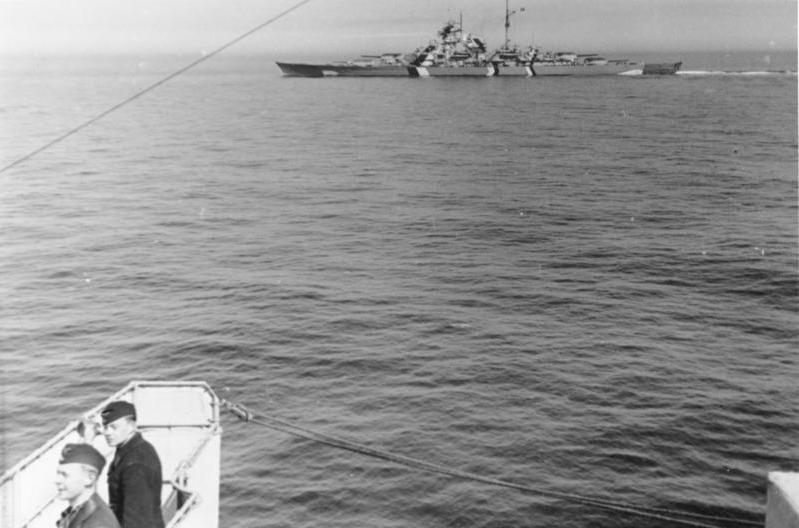
«Бисмарк» с элементами ослепляющего камуфляжа и зрительно «укороченным» корпусом. Германия, 1941 год